# Distretti di Valencia

I diciannove distretti di Valencia

La città spagnola di Valencia si divide amministrativamente in diciannove distretti, ciascuno dei quali è a sua volta diviso in quartieri (barris e pedanies):
| #      | Distretto        | Area (km²) | Popolazione | Densità (ab/km²) | Barrio                            | Codice | Mappa             |
| ------ | ---------------- | ---------- | ----------- | ---------------- | --------------------------------- | ------ | ----------------- |
| 1      | Ciutat Vella     | 1,69       | 27.983      | 16560            | La Seu                            | 1.1    | Ciutat Vella      |
| 1      | Ciutat Vella     | 1,69       | 27.983      | 16560            | La Xerea                          | 1.2    | Ciutat Vella      |
| 1      | Ciutat Vella     | 1,69       | 27.983      | 16560            | El Carme                          | 1.3    | Ciutat Vella      |
| 1      | Ciutat Vella     | 1,69       | 27.983      | 16560            | El Pilar                          | 1.4    | Ciutat Vella      |
| 1      | Ciutat Vella     | 1,69       | 27.983      | 16560            | El Mercat                         | 1.5    | Ciutat Vella      |
| 1      | Ciutat Vella     | 1,69       | 27.983      | 16560            | Sant Francesc                     | 1.6    | Ciutat Vella      |
| 2      | L'Eixample       | 1,733      | 42.672      | 24620            | Russafa                           | 2.1    | L'Eixample        |
| 2      | L'Eixample       | 1,733      | 42.672      | 24620            | El Pla del Remei                  | 2.2    | L'Eixample        |
| 2      | L'Eixample       | 1,733      | 42.672      | 24620            | Gran Via                          | 2.3    | L'Eixample        |
| 3      | Extramurs        | 1,972      | 48.536      | 24610            | El Botànic                        | 3.1    | Ciutat Vella      |
| 3      | Extramurs        | 1,972      | 48.536      | 24610            | La Roqueta                        | 3.2    | Ciutat Vella      |
| 3      | Extramurs        | 1,972      | 48.536      | 24610            | La Petxina                        | 3.3    | Ciutat Vella      |
| 3      | Extramurs        | 1,972      | 48.536      | 24610            | Arrancapins                       | 3.4    | Ciutat Vella      |
| 4      | Campanar         | 5,238      | 39.164      | 7480             | Campanar                          | 4.1    | Campanar          |
| 4      | Campanar         | 5,238      | 39.164      | 7480             | Les Tendetes                      | 4.2    | Campanar          |
| 4      | Campanar         | 5,238      | 39.164      | 7480             | El Calvari                        | 4.3    | Campanar          |
| 4      | Campanar         | 5,238      | 39.164      | 7480             | Sant Pau                          | 4.4    | Campanar          |
| 5      | La Saïdia        | 1,944      | 47.013      | 24180            | Marxalenes                        | 5.1    | La Saïdia         |
| 5      | La Saïdia        | 1,944      | 47.013      | 24180            | Morvedre                          | 5.2    | La Saïdia         |
| 5      | La Saïdia        | 1,944      | 47.013      | 24180            | Trinitat                          | 5.3    | La Saïdia         |
| 5      | La Saïdia        | 1,944      | 47.013      | 24180            | Tormos                            | 5.4    | La Saïdia         |
| 5      | La Saïdia        | 1,944      | 47.013      | 24180            | Sant Antoni                       | 5.5    | La Saïdia         |
| 6      | El Pla del Real  | 1,693      | 30.444      | 17980            | L'Exposició                       | 6.1    | El Pla del Real   |
| 6      | El Pla del Real  | 1,693      | 30.444      | 17980            | Mestalla                          | 6.2    | El Pla del Real   |
| 6      | El Pla del Real  | 1,693      | 30.444      | 17980            | Jaume Roig                        | 6.3    | El Pla del Real   |
| 6      | El Pla del Real  | 1,693      | 30.444      | 17980            | Ciutat Universitària              | 6.4    | El Pla del Real   |
| 7      | L'Olivereta      | 1,989      | 48.686      | 24480            | Nou Moles                         | 7.1    | L'Olivereta       |
| 7      | L'Olivereta      | 1,989      | 48.686      | 24480            | Soternes                          | 7.2    | L'Olivereta       |
| 7      | L'Olivereta      | 1,989      | 48.686      | 24480            | Tres Forques                      | 7.3    | L'Olivereta       |
| 7      | L'Olivereta      | 1,989      | 48.686      | 24480            | La Fontsanta                      | 7.4    | L'Olivereta       |
| 7      | L'Olivereta      | 1,989      | 48.686      | 24480            | La Llum                           | 7.5    | L'Olivereta       |
| 8      | Patraix          | 2,873      | 57.798      | 20120            | Patraix                           | 8.1    | Patraix           |
| 8      | Patraix          | 2,873      | 57.798      | 20120            | Sant Isidre                       | 8.2    | Patraix           |
| 8      | Patraix          | 2,873      | 57.798      | 20120            | Vara de Quart                     | 8.3    | Patraix           |
| 8      | Patraix          | 2,873      | 57.798      | 20120            | Safranar                          | 8.4    | Patraix           |
| 8      | Patraix          | 2,873      | 57.798      | 20120            | Favara                            | 8.5    | Patraix           |
| 9      | Jesús            | 2,985      | 51.941      | 17400            | La Raïosa                         | 9.1    | Jesús             |
| 9      | Jesús            | 2,985      | 51.941      | 17400            | L'Hort de Senabre                 | 9.2    | Jesús             |
| 9      | Jesús            | 2,985      | 51.941      | 17400            | La Creu Coberta                   | 9.3    | Jesús             |
| 9      | Jesús            | 2,985      | 51.941      | 17400            | Sant Marcel·lí                    | 9.4    | Jesús             |
| 9      | Jesús            | 2,985      | 51.941      | 17400            | Camí Real                         | 9.5    | Jesús             |
| 10     | Quatre Carreres  | 11,325     | 74.555      | 6580             | Montolivet                        | 10.1   | Quatre Carreres   |
| 10     | Quatre Carreres  | 11,325     | 74.555      | 6580             | En Corts                          | 10.2   | Quatre Carreres   |
| 10     | Quatre Carreres  | 11,325     | 74.555      | 6580             | Malilla                           | 10.3   | Quatre Carreres   |
| 10     | Quatre Carreres  | 11,325     | 74.555      | 6580             | La Fonteta de Sant Lluís          | 10.4   | Quatre Carreres   |
| 10     | Quatre Carreres  | 11,325     | 74.555      | 6580             | Na Rovella                        | 10.5   | Quatre Carreres   |
| 10     | Quatre Carreres  | 11,325     | 74.555      | 6580             | La Punta                          | 10.6   | Quatre Carreres   |
| 10     | Quatre Carreres  | 11,325     | 74.555      | 6580             | Ciutat de les Arts i les Ciències | 10.7   | Quatre Carreres   |
| 11     | Poblats Marítims | 9,783      | 55.486      | 5670             | El Grau                           | 11.1   | Poblats Marítims  |
| 11     | Poblats Marítims | 9,783      | 55.486      | 5670             | El Cabanyal-Canyamelar            | 11.2   | Poblats Marítims  |
| 11     | Poblats Marítims | 9,783      | 55.486      | 5670             | La Malva-rosa                     | 11.3   | Poblats Marítims  |
| 11     | Poblats Marítims | 9,783      | 55.486      | 5670             | Beteró                            | 11.4   | Poblats Marítims  |
| 11     | Poblats Marítims | 9,783      | 55.486      | 5670             | Natzaret                          | 11.5   | Poblats Marítims  |
| 12     | Camins al Grau   | 2,367      | 65.552      | 27690            | Aiora                             | 12.1   | Camins al Grau    |
| 12     | Camins al Grau   | 2,367      | 65.552      | 27690            | Albors                            | 12.2   | Camins al Grau    |
| 12     | Camins al Grau   | 2,367      | 65.552      | 27690            | La Creu del Grau                  | 12.3   | Camins al Grau    |
| 12     | Camins al Grau   | 2,367      | 65.552      | 27690            | Camí Fondo                        | 12.4   | Camins al Grau    |
| 12     | Camins al Grau   | 2,367      | 65.552      | 27690            | Penya-roja                        | 12.5   | Camins al Grau    |
| 13     | Algirós          | 2,959      | 36.390      | 12120            | L'Illa Perduda                    | 13.1   | Algirós           |
| 13     | Algirós          | 2,959      | 36.390      | 12120            | Ciutat Jardí                      | 13.2   | Algirós           |
| 13     | Algirós          | 2,959      | 36.390      | 12120            | L'Amistat                         | 13.3   | Algirós           |
| 13     | Algirós          | 2,959      | 36.390      | 12120            | La Bega Baixa                     | 13.4   | Algirós           |
| 13     | Algirós          | 2,959      | 36.390      | 12120            | La Carrasca                       | 13.5   | Algirós           |
| 14     | Benimaclet       | 1,570      | 28.064      | 18200            | Benimaclet                        | 14.1   | Benimaclet        |
| 14     | Benimaclet       | 1,570      | 28.064      | 18200            | Camí de Vera                      | 14.2   | Benimaclet        |
| 15     | Rascanya         | 2,629      | 53.566      | 20380            | Els Orriols                       | 15.1   | Rascanya          |
| 15     | Rascanya         | 2,629      | 53.566      | 20380            | Torrefiel                         | 15.2   | Rascanya          |
| 15     | Rascanya         | 2,629      | 53.566      | 20380            | Sant Llorenç                      | 15.3   | Rascanya          |
| 16     | Benicalap        | 2,216      | 47.752      | 21550            | Benicalap                         | 16.1   | Benicalap         |
| 16     | Benicalap        | 2,216      | 47.752      | 21550            | Ciutat Fallera                    | 16.2   | Benicalap         |
| 17     | Pobles del Nord  | 15,196     | 6.744       | 440              | Benifaraig                        | 17.1   | Poblats del Nord  |
| 17     | Pobles del Nord  | 15,196     | 6.744       | 440              | Poble Nou                         | 17.2   | Poblats del Nord  |
| 17     | Pobles del Nord  | 15,196     | 6.744       | 440              | Carpesa                           | 17.3   | Poblats del Nord  |
| 17     | Pobles del Nord  | 15,196     | 6.744       | 440              | Cases de Bàrcena                  | 17.4   | Poblats del Nord  |
| 17     | Pobles del Nord  | 15,196     | 6.744       | 440              | Mauella et alii                   | 17.5   | Poblats del Nord  |
| 17     | Pobles del Nord  | 15,196     | 6.744       | 440              | Massarrojos                       | 17.6   | Poblats del Nord  |
| 17     | Pobles del Nord  | 15,196     | 6.744       | 440              | Borbotó                           | 17.7   | Poblats del Nord  |
| 18     | Pobles de l'Oest | 2,011      | 14.546      | 7230             | Benimàmet                         | 18.1   | Poblats de l'Oest |
| 18     | Pobles de l'Oest | 2,011      | 14.546      | 7230             | Beniferri                         | 18.2   | Poblats de l'Oest |
| 19     | Pobles del Sud   | 66,176     | 21.289      | 321,7            | El Forn d'Alcedo                  | 19.1   | Poblats del Sud   |
| 19     | Pobles del Sud   | 66,176     | 21.289      | 321,7            | El Castellar-l'Oliveral           | 19.2   | Poblats del Sud   |
| 19     | Pobles del Sud   | 66,176     | 21.289      | 321,7            | Pinedo                            | 19.3   | Poblats del Sud   |
| 19     | Pobles del Sud   | 66,176     | 21.289      | 321,7            | El Saler                          | 19.4   | Poblats del Sud   |
| 19     | Pobles del Sud   | 66,176     | 21.289      | 321,7            | El Palmar                         | 19.5   | Poblats del Sud   |
| 19     | Pobles del Sud   | 66,176     | 21.289      | 321,7            | El Perellonet                     | 19.6   | Poblats del Sud   |
| 19     | Pobles del Sud   | 66,176     | 21.289      | 321,7            | La Torre                          | 19.7   | Poblats del Sud   |
| 19     | Pobles del Sud   | 66,176     | 21.289      | 321,7            | Faitanar                          | 19.8   | Poblats del Sud   |
| Fonte: |                  |            |             |                  |                                   |        |                   |